# 扬·托尼松
扬·托尼松（1868年12月22日—1941年），是一位爱沙尼亚法学家、政治家。他于1919年至1920年期间两次出任爱沙尼亚总理，同时也曾两次当选国家元首，1931年至1932年担任外交部长。1940年6月，苏联入侵并占领爱沙尼亚之后，托尼松遭到苏军逮捕，并于不久后在塔林被处决。